# Acrida exota
Acrida exota är en insektsart som beskrevs av Steinmann 1963. Acrida exota ingår i släktet Acrida och familjen gräshoppor. Inga underarter finns listade i Catalogue of Life.